# Pierre Osho
Pierre Osho né le 5 mai 1945, ancien ministre dans le gouvernement du général Mathieu Kérékou est un homme politique béninois.

## Biographie
Pierre Osho est né le 5 mai 1945.

## Vie politique
Pierre Osho, ministre des Affaires étrangères d’avril 1996 à mai 1998, puis ministre de la Défense de mai 1998 à janvier 2006, date à laquelle il démissionne. Il remet sa démission au président Mathieu Kérékou le 11 janvier 2006. Martin Dohou Azonhiho lui succède comme ministre de la Défense plus tard dans le mois,,.